# Cantone di Bellac
Il Cantone di Bellac è una divisione amministrativa dell'arrondissement di Bellac.
A seguito della riforma approvata con decreto del 20 febbraio 2014, che ha avuto attuazione dopo le elezioni dipartimentali del 2015, è passato da 6 a 26 comuni.

## Composizione
I 6 comuni facenti parte prima della riforma del 2014 erano:
- Bellac
- Blanzac
- Blond
- Peyrat-de-Bellac
- Saint-Bonnet-de-Bellac
- Saint-Junien-les-Combes

Dal 2015 i comuni appartenenti al cantone sono diventati 26, passati poi a 25 dal 1º gennaio 2016 a seguito della fusione dei comuni di Mézières-sur-Issoire e Bussière-Boffy a formare il nuovo comune di Val-d'Issoire.:
- Bellac
- Berneuil
- Blanzac
- Blond
- Breuilaufa
- Le Buis
- Bussière-Poitevine
- Chamboret
- Cieux
- Compreignac
- Gajoubert
- Montrol-Sénard
- Mortemart
- Nantiat
- Nouic
- Peyrat-de-Bellac
- Roussac
- Saint-Barbant
- Saint-Bonnet-de-Bellac
- Saint-Junien-les-Combes
- Saint-Martial-sur-Isop
- Saint-Symphorien-sur-Couze
- Thouron
- Val-d'Issoire
- Vaulry